# Innopolis
Innopolis (rusky Иннополис) je město v ruské republice Tatarstán. Je součástí aglomerace Kazaně a žije v něm přibližně 4 000 obyvatel. Leží na pobřeží Kujbyševské přehradní nádrže v nadmořské výšce 50–220 m. Jedná se o naukograd pro počítačové experty a díky tomuto zaměření je označován za ruskou obdobu Silicon Valley.

## Historie
Sídlo bylo založeno 24. prosince 2012. Je sídlem Univerzity Innopolis a vzniklo jako naukograd pro počítačové experty, kde byla také zřízena speciální ekonomická zóna s technologickým parkem. Bylo postaveno podle plánu, který vypracoval singapurský architekt Liu Thai Ker. V roce 2014 se zde zaregistrovali první obyvatelé a k 1. lednu 2015 byla udělena městská práva; Innopolis je tak nejmenším městem v Rusku. Podle záměru tatarské vlády by mělo ve městě žít až 155 000 obyvatel.